# Hans Hess
Hans Hess, né le 4 mai 1945 à Lucerne, est un homme politique suisse membre du Parti radical-démocratique (PRD). Il siège au Conseil des États de 1998 à 2015.

## Biographie
Originaire d'Engelberg, Hess, fils d'un directeur de la Banque cantonale d'Obwald, étudie le droit à Berne, Paris et Florence, obtenant son doctorat en 1975 de l'Université de Berne. En 1976, il ouvre son propre cabinet à Sarnen, comme avocat et notaire, et siège également dans nombre de conseils d'administration. Le site moneyhouse le désigne en décembre 2009 comme l'un des deux « rois de la boîte aux lettres d'Obwald » car un total de 67 entreprises sont domiciliées à l'adresse de son bureau.
Hans Hess préside la Communauté suisse du commerce en tabacs.
Il est marié et père de trois enfants.

## Parcours politique
Hess siège comme indépendant au parlement du canton d'Obwald de 1978 à 1981 puis au gouvernement cantonal, de 1981 à 1989, où il assume la fonction de directeur de la justice. En 1989, il démissionne à la suite de la condamnation de Franz Beckenbauer et de la société Heka (abréviation de Hess-Kaiser) dans une affaire de « facilitation intentionnelle d'évasion fiscale ». Du 8 juin 1998 au 29 novembre 2015, il siège au Conseil des États comme représentant PRD du canton d'Obwald.